# 中山晋平

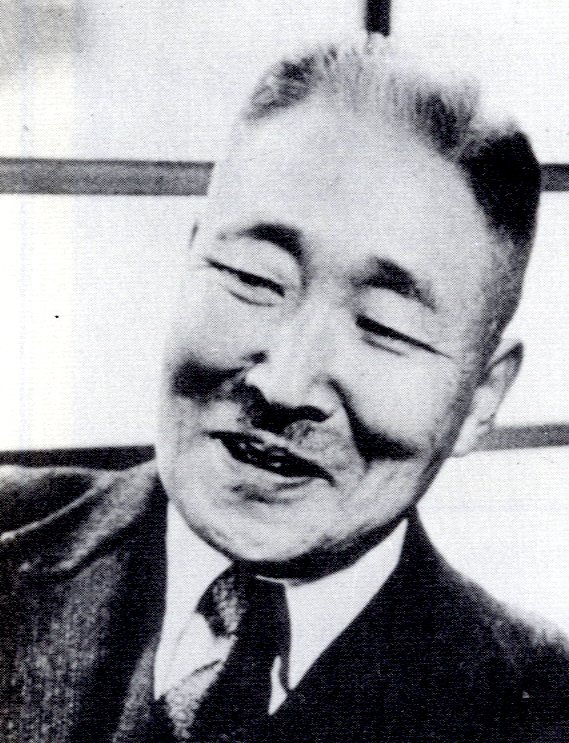
中山晋平

中山 晋平（なかやま しんぺい、1887年（明治20年）3月22日 - 1952年（昭和27年）12月30日）は、日本の作曲家。多くの傑作といわれる童謡・流行歌・新民謡などを残した。作品は多岐にわたり、校歌や社歌等を含め中山の作品と判明しているものだけで1770曲存在する。
一部の作品は現在も抒情歌または日本歌曲として歌い継がれている。長調の曲はほとんどがヨナ抜き音階で書かれている。また、童謡には「兎のダンス」や「蛙（かはづ）の夜回り」のようなピョンコ節がかなりある。その作品群は独特の曲調から俗に「晋平節」と呼ばれ親しまれている。

## 経歴

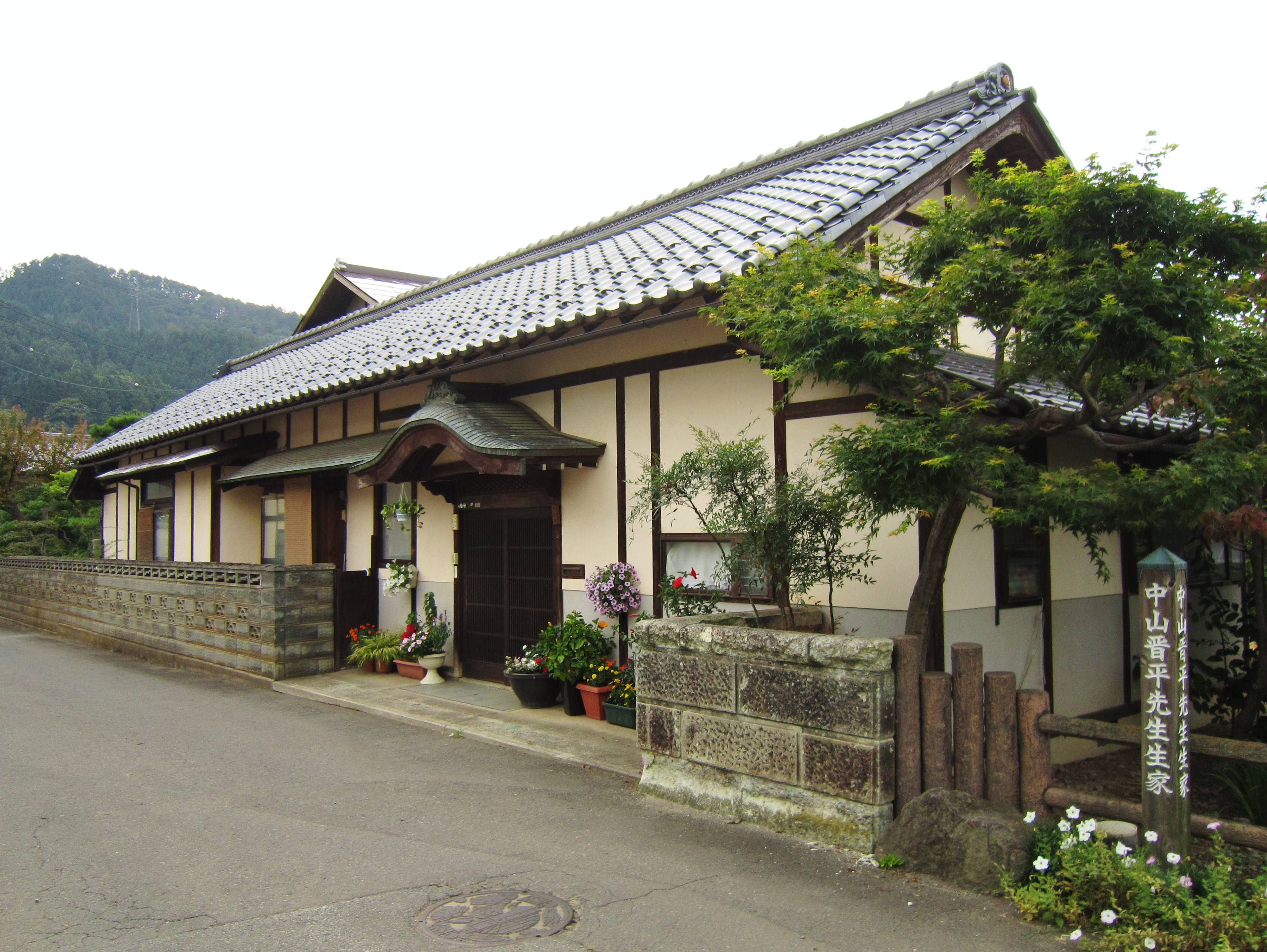
中山晋平生家（長野県中野市）

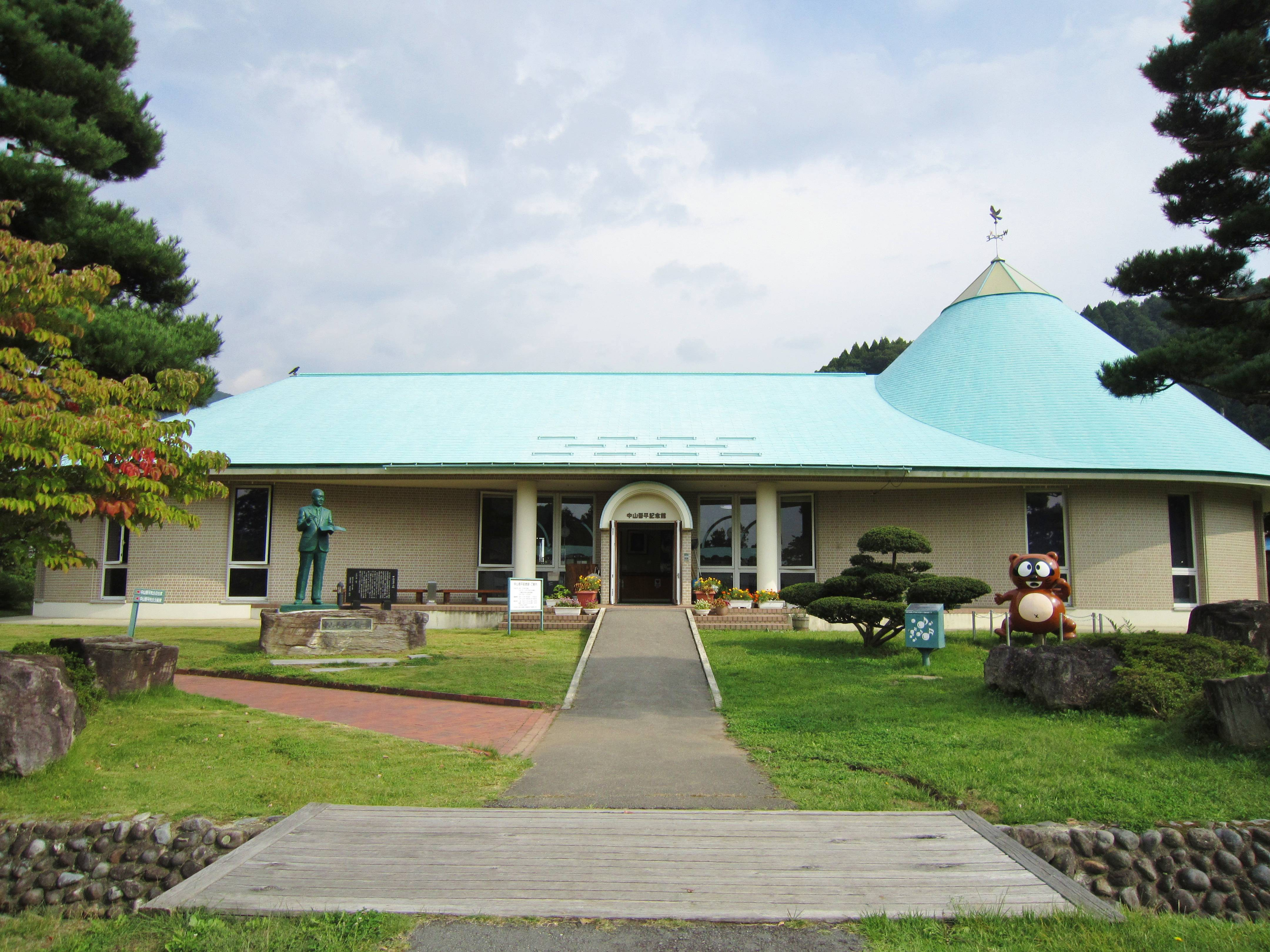
中山晋平記念館（長野県中野市）

長野県下高井郡新野村（現・中野市）に生まれる。生家は名主、村長を出した旧家であったが父親の急死により落魄し、養蚕をする母親に女手一つで育てられ、長野師範学校講習科を修了後、1903年（明治36年）に尋常高等小学校の代用教員となる。唱歌が好きで生徒からも唱歌先生と呼ばれた。1905年（明治38年）、故郷での代用教員の職を辞し上京。島村抱月の弟の縁により抱月の書生となる。1908年（明治41年）、東京音楽学校予科入学。1909年（明治42年）、本科のピアノ科に入る。1912年（明治45年）、梁田貞らとともに東京音楽学校本科を卒業。東京都浅草の千束小学校音楽専科教員を務める傍ら作曲活動を行う。
島村抱月が松井須磨子らとともに旗揚げした「芸術座」に参加。1914年（大正3年）、トルストイの『復活』公演の劇中歌『カチューシャの唄』を作曲。『カチューシャの唄』は松井須磨子の歌唱によって大流行となり、一躍有名になった。翌年公演したツルゲーネフの『その前夜』の劇中歌『ゴンドラの唄』も大人気であった。
1917年（大正6年）には北原白秋の詞を得て、トルストイの『贖罪』を戯曲化した『生ける屍』の劇中歌として『さすらいの唄』、『今度生まれたら』（日本における出版法でのレコードの発禁第1号。歌手は松井須磨子。歌詞中の「かわい女子と寢て暮らそ。」の部分がわいせつとみなされた）を発表した。
1919年（大正8年）、前年の島村抱月の死去により「芸術座」が解散。同じく1919年、斎藤佐次郎による児童雑誌『金の船』に童謡を発表するが、当時はまだ童謡の認知度が低く、教員として唱歌を教えるべき立場をはばかって「萱間三平」との変名による発表であった。その後暫く童謡の作曲からは遠ざかるが、代わりに斎藤佐次郎に恩師の本居長世を紹介している。1920年（大正9年）からは野口雨情と組んで『金の船』から多くの童謡を発表した。他方、「新民謡」（創作民謡）にも力を注ぎ、野口雨情や西條八十、北原白秋等の作詞による多くの曲を作った。その数は全国で141曲にのぼる。
1922年（大正11年）、千束小学校の教員を退職。1928年（昭和3年）からは日本ビクターの専属となり、世界的なオペラ歌手・藤原義江、佐藤千夜子の歌唱で『波浮の港』『出船の港』等々の多くのヒット曲を生んだ。1929年（昭和4年）、西條八十とのコンビで作った『東京行進曲』は佐藤千夜子の歌唱で25万枚のレコード売り上げを記録した。この頃（昭和4-5年）ラジオ文化の発展に伴い、作曲した流行歌の楽譜集が「中山晋平作曲全集」として銀座・山野楽器店から順次発刊され、竹久夢二の表紙画の人気も手伝い大いに売れる。その後、アルト歌手・四家文子、バリトン歌手・徳山璉、藤山一郎（バリトン歌手・増永丈夫）ら東京音楽学校出身の声楽家らがビクターに入社し、中山晋平の作品を歌った。洋楽の手法で日本人の情緒感と原始的郷愁を踏まえた作品を多く残した。
1937年（昭和12年）、前妻である敏子夫人の存命中から愛人関係にあった鹿児島県出身の元芸妓で歌手の新橋喜代三と再婚。1942年（昭和17年）、日本音楽文化協会理事長に就任。1944年（昭和19年）、戦局の悪化に伴い熱海の西山町に疎開。同年、日本音楽著作権協会理事長に就任し、1948年（昭和23年）に同会長となる。戦後はほとんど曲を作ることがなかった。1952年（昭和27年）1月3日、第2回NHK紅白歌合戦の審査委員長を務める。
同年12月2日に自らが作った『ゴンドラの唄』が使われた『生きる』を映画館で観たが、その翌日に倒れ、30日3時30分、入院先の熱海国立病院で死去。死因は膵臓炎であった。65歳没。死去の際、自ら作曲した「あの町この町」を口ずさんでいたという。
告別式は翌年1月16日に築地本願寺にて、日本ビクターの社葬として行われ、作曲家・佐々木俊一の指揮するオーケストラによる「哀悼歌」、児童合唱団による「てるてる坊主」、最後には「カチューシャの唄」が歌われた。墓所は多磨霊園。
「鹿児島小原良節」や「酋長の娘」のヒットで知られる芸者歌手・新橋喜代三（中山嘉子）は後妻。
2007年（平成19年）7月、生誕120年を記念して出身地である長野県内の有志が中心となり晋平の数奇な人生を忠実に再現した映画「ララ、歌は流れる-中山晋平物語」（長野映研製作）が作られ、長野市権堂町の映画館「長野松竹相生座」にて約2週間一般公開され、同月、文部科学省選定作品に選ばれた。

## 作品

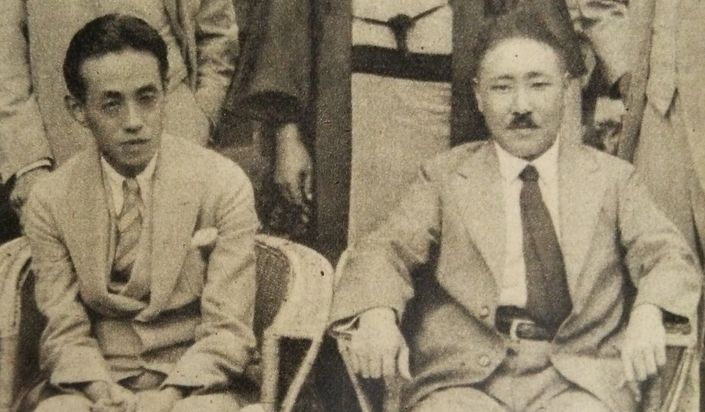
西條八十（左）とともに（1931年、熱海）

2002年12月31日（死後50年） 著作権消滅。
童謡
- 『シャボン玉』（作詞：野口雨情）
- 『てるてる坊主』（作詞：浅原六朗）
- 『あめふり』（作詞：北原白秋）
- 『雨降りお月』（作詞：野口雨情）
- 『証城寺の狸囃子』（作詞：野口雨情）
- 『こがね虫』（作詞：野口雨情）
- 『あの町この町』（作詞：野口雨情）
- 『背くらべ』（作詞：海野厚）
- 『まりと殿様』 (毬と殿様)（作詞：西條八十）
- 『砂山』（作詞：北原白秋）
- 『肩たたき』（作詞：西條八十）
- 『赤ちゃん』（作詞：若杉雄三郎）
- 『あがり目さがり目』（作詞：水谷まさる）
- 『あひるのせんたく』（作詞：佐伯孝夫）
- 『うぐいすの夢』（作詞：野口雨情）
- 『兎のダンス』（作詞：野口雨情）
- 『おみやげ三つ』（作詞：西條八十）
- 『蛙の夜廻り』（作詞：野口雨情）
- 『かくれんぼ』（作詞：永井花水）
- 『かじかみ坊主』（作詞：サトウハチロー）
- 『かっこどり』（作詞：野口雨情）
- 『からくり』（作詞：海野厚）
- 『蛙の夜まわり』（作詞：野口雨情）
- 『キューピー・ピーちゃん』（作詞：野口雨情）
- 『雲のかげ』（作詞：野口雨情）
- 『げんげ草』（作詞：北原白秋）
- 『恋の鳥』（作詞：北原白秋）
- 『木の葉のお舟』（作詞：野口雨情）
- 『すずめ』（作詞：野口雨情）
- 『田植』（作詞：井上赳）
- 『茶の樹』（作詞：野口雨情）
- 『手の鳴る方ヘ』（作詞：野口雨情）
- 『遠眼鏡』（作詞：武井武雄）
- 『鳥かご』（作詞：百田宗治）
- 『流れ星』（作詞：管野都世子）
- 『猫の嫁入り』（作詞：西條八十）
- 『ねむの木』（作詞：野口雨情）
- 『風鈴』（作詞：野口雨情）
- 『迷い子の小猿』（作詞：野口雨情）
- 『夕立』（作詞：富原義徳）
- 『路地の細路』（作詞：海野厚）

流行歌
- 『カチューシャの唄』（作詞：島村抱月、相馬御風）
- 『ゴンドラの唄』（作詞：吉井勇）
- 『さすらいの唄』（作詞：北原白秋）
- 『にくいあん畜生』（作詞：北原白秋）
- 『船頭小唄』（作詞：野口雨情）
- 『波浮の港』（作詞：野口雨情）
- 『酒場の唄』（作詞：北原白秋）
- 『出船の港』（作詞：時雨音羽）
- 『当世銀座節』（作詞：西條八十）
- 『この太陽』（作詞：西條八十）
- 『東京行進曲』（作詞：西條八十）
- 『銀座の柳』（作詞：西條八十）
- 『燃える御神火』（作詞：西條八十）
- 『神風だから』（作詞：豊坂のぼる）
- 『建国音頭』（作詞：若杉雄三郎）
- 『瑞穂踊り』（作詞：岡崎淑郎）
- 『紅屋の娘』（作詞：野口雨情）
- 『鉾をおさめて』（作詞：時雨音羽）
- 『煙草のめのめ』（作詞：北原白秋）
- 『花園の恋』（作詞：北原白秋）
- 『あの尾根越えて』（作詞：西條八十）
- 『恋は海辺で』（作詞：西條八十）

新民謡
- 『須坂小唄』（作詞：野口雨情）
- 『野沢温泉小唄』（作詞：時雨音羽）
- 『望月小唄』（作詞：甘利英男）
- 『千曲小唄』（作詞：正木不如丘）
- 『大町小唄』（作詞：伊藤松雄）
- 『三朝小唄』（作詞：野口雨情）
- 『東京音頭』（作詞：西條八十）
- 『山の唄 守れ権現』（作詞：北原白秋）
- 『大島おけさ』（作詞：西條八十）
- 『天龍下れば』（作詞：長田幹彦）
- 『龍峡小唄』（作詞：白鳥省吾）
- 『浅間節』（作詞：野口雨情）
- 『お諏訪節』（作詞：北原義張）
- 『さくら音頭』（作詞：佐伯孝夫）
- 『下館音頭』（作詞：西條八十）
- 『名古屋ばやし』（作詞：穂積久）

校歌
- 「新潟県立長岡農業高等学校校歌」（作詞：相馬御風）
- 「新潟県立新発田農業高等学校校歌」（作詞：相馬御風）
- 「新潟県立村松高等学校校歌」（作詞：相馬御風）
- 「長岡市立大島小学校校歌」（作詞：相馬御風）
- 「長岡市立与板小学校校歌」（作詞：相馬御風）
- 「糸魚川市立糸魚川小学校校歌」（作詞：相馬御風）
- 「糸魚川市立糸魚川中学校校歌」（作詞：相馬御風）
- 「糸魚川市立青海小学校校歌」（作詞：相馬御風）
- 「名立町立名立小学校校歌」（作詞：相馬御風）
- 「栃木県立足利工業高等学校校歌」（作詞：相馬御風）
- 「栃木県立栃木商業高等学校校歌」（作詞：相馬御風）
- 「岩手県立黒沢尻北高等学校校歌」（作詞：相馬御風）
- 「新潟市立関屋小学校校歌」（作詞：相馬御風）
- 「新潟市立鏡淵小学校校歌」（作詞：相馬御風）
- 「台東区立千束小学校校歌」（作詞：勝承夫）
- 「台東区立富士小学校校歌」（作詞：富士小学校）

## 記念施設
同名の「中山晋平記念館」が2箇所に存在する。

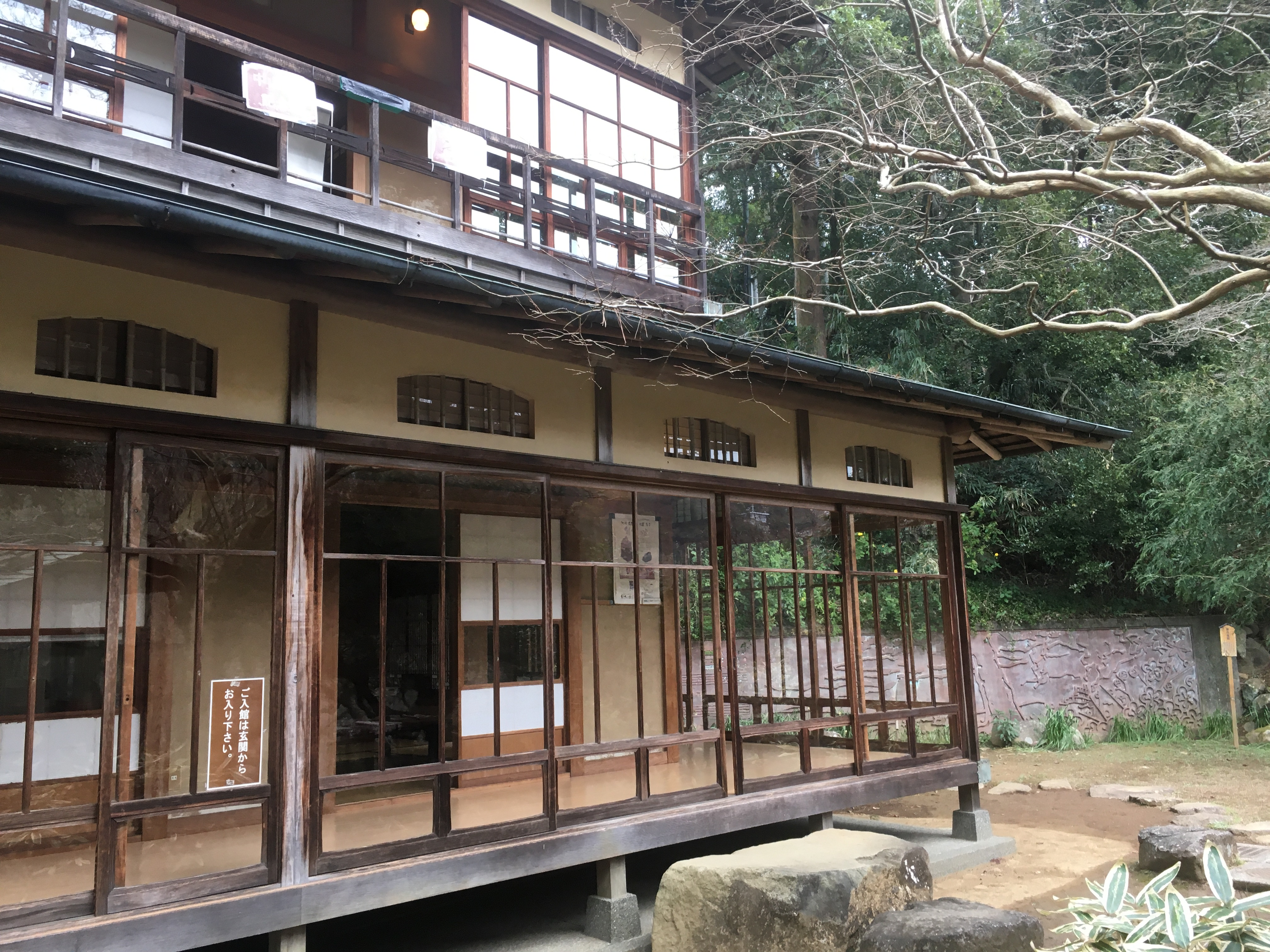
中山晋平記念館（静岡県熱海市、熱海梅園内）

- 中山晋平記念館（長野県中野市） - 出身地に生誕百年記念として開設された
- 中山晋平記念館（静岡県熱海市、熱海梅園内） - 別荘を移築改修したもの[6]

## 演じた俳優
- 津川雅彦（NHK連続テレビ小説・いちばん星 1977年）
- 中村橋之助（監督：神山征二郎、映画『シンペイ〜歌こそすべて』2025年1月10日全国公開[7][8]）

## 主要研究
- 斉藤武雄他『定本中山晋平 唄とロマンに生きた全生涯』郷土出版社, 1987年
- 菊池清麿『近代日本流行歌の父 中山晋平伝』郷土出版社, 2007年